# Solanecio epidendricus
Solanecio epidendricus là một loài thực vật có hoa trong họ Cúc. Loài này được (Mattf.) C.Jeffrey miêu tả khoa học đầu tiên năm 1986.